# 天主教法蘭西堡總教區
天主教法蘭西堡總教區（拉丁語：Archidioecesis Arcis Gallicae et S. Petri o Martinicensis）是羅馬天主教在法屬馬提尼克一個教省總教區，下轄兩個教區。
2006年有教友312,000人，佔轄區總人口80.0%。教區下轄四十七個堂區，有五十八名司鐸。現任教區總主教為大卫•马凯尔。
1643年建立宗座監牧區，1850年9月27日升為教區，屬波爾多總教區。1967年9月27日升為總教區。